# Ekium
 (septembre 2014).
 (septembre 2024).
La mise en forme du texte ne suit pas les recommandations de Wikipédia : il faut le « wikifier ».
Les points d'amélioration suivants sont les cas les plus fréquents. Le détail des points à revoir est peut-être précisé sur la page de discussion.
- Les titres sont pré-formatés par le logiciel. Ils ne sont ni en capitales, ni en gras.
- Le texte ne doit pas être écrit en capitales (les noms de famille non plus), ni en gras, ni en italique, ni en « petit »…
- Le gras n'est utilisé que pour surligner le titre de l'article dans l'introduction, une seule fois.
- L'italique est rarement utilisé : mots en langue étrangère, titres d'œuvres, noms de bateaux, etc.
- Les citations ne sont pas en italique mais en corps de texte normal. Elles sont entourées par des guillemets français : « et ».
- Les listes à puces sont à éviter, des paragraphes rédigés étant largement préférés. Les tableaux sont à réserver à la présentation de données structurées (résultats, etc.).
- Les appels de note de bas de page (petits chiffres en exposant, introduits par l'outil «  Source ») sont à placer entre la fin de phrase et le point final[comme ça].
- Les liens internes (vers d'autres articles de Wikipédia) sont à choisir avec parcimonie. Créez des liens vers des articles approfondissant le sujet. Les termes génériques sans rapport avec le sujet sont à éviter, ainsi que les répétitions de liens vers un même terme.
- Les liens externes sont à placer uniquement dans une section « Liens externes », à la fin de l'article. Ces liens sont à choisir avec parcimonie suivant les règles définies. Si un lien sert de source à l'article, son insertion dans le texte est à faire par les notes de bas de page.
- La présentation des références doit suivre les conventions bibliographiques. Il est recommandé d'utiliser les modèles {{Ouvrage}}, {{Chapitre}}, {{Article}}, {{Lien web}} et/ou {{Bibliographie}}. Le mode d'édition visuel peut mettre en forme automatiquement les références.
- Insérer une infobox (cadre d'informations à droite) n'est pas obligatoire pour parachever la mise en page.

Pour une aide détaillée, merci de consulter Aide:Wikification.
Si vous pensez que ces points ont été résolus, vous pouvez retirer ce bandeau et améliorer la mise en forme d'un autre article.
Ekium est une société d’ingénierie pluridisciplinaire créée à Lyon. La société est composée de 2 500 collaborateurs répartis dans 11 pays  : France, Espagne, Suisse, Belgique, Île Maurice, Brésil, Australie, Luxembourg, Ouganda, Tanzanie, Italie, ou détachés sur les sites de ses clients.
L'entreprise intervient dans les secteurs de la chimie et pétrochimie, le nucléaire, l’environnement et l'énergie, le papier, le pétrole et le gaz, le stockage, la pharmacie, la chimie fine, l'agroalimentaire, la cosmétologie, les biotechnologies, la marine civile et militaire, l'éolien offshore, les bâtiments industriels et l’aéronautique.

## Historique
1er janvier 2025: La société Sofresid Engineering SAS, société par actions simplifiée au capital de 1 217 783 euros, dont le siège social est situé 2 Impasse Charles Trenet 44800 Saint-Herblain et dont le numéro d'identification unique est le 334 456. 886 R.C.S Nantes, par transmission universelle de son patrimoine à EKIUM SAS, société par actions simplifiée au capital de 334 560 €.
2024 : Création de la filiale Ekium Italia (Milan) - Lauréat du grand concours national d'ingénierie avec le Syntec Ingénierie - Prix Décarboner l'Industrie avec le projet Gigafactories (ACC)
2023 : Intégration de la société SOFRESID ENGINEERING   et du Groupe FIVA Engineering
2022 : Ouverture d'une entité à Bristol (Royaume-Uni)
Intégration de la société d'ingénierie CPQ (Barcelone, Espagne)
MAXCONTROL devient Ekium Brasil 
Acquisition de l'agence SOFSID d'Aix-en-Provence 
2021 : Lauréat du grand concours national d'ingénierie - Prix Industrie & Conseil en Technologies 2021, création d'un centre d'expertise de procédés.
2020 : Fusion des activités ATEIM, DI Ingénierie et Chleq Froté avec Ekium.
2019 : La société Mauricienne Consultec devient Ekium AMIO (Africa Middle East Indian Ocean),
2018 : Acquisition des sociétés Air Consult Engineering (Belgique), ATEIM (Dunkerque), DI Ingénierie (Valenciennes) et Chleq Froté (Paris),
2017 : Création d'une implantation à Nantes et en Ouganda, Le groupe SNEF devient l'actionnaire de référence
2016 : Création d'une implantation à Mulhouse,
2015 : Acquisition de Consultec, Ingénierie Industrielle et tertiaire située à l'Île Maurice, acquisition de Sofrast et de Sofrast International, 
2014 : Création d’une implantation au Luxembourg et à Cherbourg, création de la marque Ekium Automation,
2013 : Création d’une implantation à Toulouse et à Chaumont,
2011 : Création des implantations du Havre et de Pau,
2009 : Création de l’implantation de Cadarache,
2008 : Fusion de toutes les sociétés françaises du groupe, création de la marque Ekium,
2007 : Intégration de Atecas Seat Ingénierie et de Setram Technologies, création des implantations de Saint-Avold et Pierrelatte,
1999 : Création des agences de Paris et Martigues,
1990 : Création de Cira Concept par quatre fondateurs : Philippe Lanoir, Laurent Perrin, Jean-François Aznar et Richard Sebag.